# Адреналэктомия
Адрена́лэктоми́я — хирургическое удаление одного или двух надпочечников. Чаще хирургическое лечение проводится в связи с опухолевым процессом. Для хирургической коррекции отклонений, вызываемых болезнью Кушинга, проводится двусторонняя (билатеральная) адреналэктомия.

## Послеоперационный период
После осуществления билатеральной адреналэктомии пациент нуждается в адекватной заместительной терапии синтетическими препаратами гормонов коры надпочечников (преднизолон, дексаметазон), так как они сильнее, чем кортизол и кортизон, подавляют секрецию АКТГ гипофизом. В противном случае возможно развитие синдрома Нельсона. Обычно комбинируют малые дозы дексаметазона с преднизолоном или кортизолом, добавляют минералокортикоиды (кортинеф, флоринеф). В случае обнаружения быстро прогрессирующей макроаденомы гипофиза показана транссфеноидальная аденомэктомия или протонотерапия на область гипофиза.